# SN 2003jk
SN 2003jk – supernowa typu Ia odkryta 22 października 2003 roku w galaktyce A010806+0002. W momencie odkrycia miała maksymalną jasność 22,50m.